# Propiedad cruzada de medios
El concepto propiedad cruzada de medios hace referencia a que el propietario de algún medio (televisión abierta, televisión de paga, radio, telefonía, prensa) tenga algún tipo de participación en otro medio, propiciando de esta manera la concentración de canales de información y comunicación.
El tema de la propiedad cruzada de medios ha sido objeto de diversas discusiones, en las cuales se ha señalado que uno de efectos adversos inmediatos de la propiedad cruzada es la restricción a la libertad de expresión y a la pluralidad de ideas.
«El objetivo de la pluralidad está relacionado con la función social de los medios de comunicación. Cuando existe pluralidad de medios, los ciudadanos pueden ejercer sus derechos a recibir la mayor diversidad posible de información y opiniones, así como a hacer llegar sus puntos de vista a diferentes audiencias, lo cual contribuye a que los individuos se formen una opinión propia informada. Éste es un elemento esencial de la vida democrática».
Entre los principales argumentos a favor de la regulación de la propiedad cruzada de medios están: Evitar que exista un actor que ejerza un peso excesivo sobre la opinión pública,evitar que se impongan intereses privados por encima del interés público,promover la pluralidad de ideas, fortalecer la libertad de expresión, promover el disenso y con ello el surgimiento de voces que sean contrastantes a los intereses de empresas privadas dueñas de medios de comunicación.